# Elecciones generales de Barbados de 1981
Las elecciones generales de Barbados de 1981 tuvieron lugar el jueves 18 de junio de 1981 del mencionado año con el objetivo de configurar el Parlamento del país caribeño para el período 1981-1986. El número de escaños de la Cámara de la Asamblea fue aumentado de 24 a 27, la primera expansión parlamentaria en casi 140 años (desde 1843) y la primera desde la instauración del sufragio universal en 1951. En base a la mayoría de la Cámara fueron designados posteriormente los 21 miembros del Senado. Los comicios se convocaron con la disolución del Parlamento saliente el 26 de mayo, por medio de un decreto emitido por el gobernador general Deighton Ward. La nominación de candidatos tuvo lugar el 3 de junio de 1981, por lo que la campaña duró dos semanas. Fueron las séptimas elecciones realizadas en Barbados desde la instauración del sufragio universal, así como las terceras desde la independencia.
Las elecciones fueron casi puramente bipartidistas, el gobernante Partido Laborista de Barbados, presidido y liderado por el primer ministro Tom Adams, buscó retener el poder por un segundo mandato, con el Partido Democrático Laborista, encabezado por el predecesor de Adams, Errol Barrow, como principal oponente. Solo en cuatro circunscripciones se presentaron cinco candidatos independientes, y los escasos terceros partidos se abstuvieron de competir. En los veintitrés distritos restantes, la competencia fue entre un postulante del BLP y uno del DLP. El oficialismo centró su campaña en destacar el éxito de sus políticas para combatir el desempleo y fomentar la industria turística, mientras que la oposición cuestionó las estadísticas gubernamentales en materia de trabajo y bienestar como manipuladas (una estrategia similar a la empleada por el BLP cinco años atrás) y la política exterior plegada a Occidente en el marco de la Guerra Fría.
En última instancia, el BLP superó con éxito el desafío presentado por el DLP y obtuvo la victoria con un 52,22% del voto popular, reteniendo su representación de diecisiete escaños, tres bancas por encima de lo requerido para conservar la mayoría absoluta. Sin embargo, el crecimiento del Parlamento implicó que el BLP perdiera su mayoría de dos tercios, mientras que el DLP alcanzó una representación de diez escaños, con un 47,13% del voto popular, el mejor resultado por un partido que no ganaba las elecciones hasta el momento. Pese a lo anterior, el BLP retuvo el gobierno y Adams fue reelegido para un segundo mandato, mientras que Barrow retuvo el liderazgo de la Oposición. Los candidatos independientes sumaron 773 votos todos juntos, perdiendo sus depósitos y representando solo un 0,65% de las preferencias nacionales. Adams murió en 1985, y fue sucedido por Harold Bernard St. John.

## Sistema electoral
Desde su independencia en 1966, Barbados es una monarquía parlamentaria perteneciente a la Mancomunidad de Naciones, por lo que conserva nominalmente a la reina Isabel II del Reino Unido como jefa de estado pero con total autonomía en sus asuntos internos, con las funciones ceremoniales del monarca británico mayormente delegadas en un gobernador general. El primer ministro es el jefe de gobierno, responsable del poder ejecutivo, y es designado por el monarca, pero es responsable ante el Parlamento y gozar de su confianza para ejercer y mantener el cargo.
El Parlamento de Barbados es bicameral y está compuesto por la Cámara de la Asamblea elegida directamente y el Senado designado en base al resultado electoral. Los 27 escaños de la Cámara de la Asamblea son elegidos por medio de voto popular, directo y secreto a través del sistema de escrutinio mayoritario uninominal, con el país dividido en veintisiete circunscripciones representadas cada una por un parlamentario. En 1980, tras una enmienda a la Ley de Representación del Pueblo, se incrementó el número de parlamentarios por primera vez desde 1843, tras 138 años con una Cámara de la Asamblea compuesta por 24 escaños.
El partido o coalición que logre una mayoría de escaños forma gobierno con el miembro que lidere la formación asumiendo como primer ministro. Por otro lado, el miembro de la Cámara de la Asamblea que encabece el partido no perteneciente al gobierno con más escaños asumirá como líder de la Oposición. En base al resultado electoral, los 21 miembros del Senado son nombrados por el gobernador general en representación del monarca en los noventa días posteriores a las elecciones generales. Debe designar 12 siguiendo el consejo del primer ministro, 2 siguiendo el consejo del líder de la Oposición, y los 7 restantes a su total discreción, recayendo estos por lo general en figuras destacadas del ámbito social o artístico del país.
Todos los habitantes de Barbados mayores de dieciocho años que tengan la ciudadanía barbadense o la de cualquier estado miembro de la Mancomunidad de Naciones viviendo en el país durante los tres años previos a la elección y con residencia permanente en una circunscripción particular por al menos tres meses gozarán del derecho a voto, con la excepción de que estén encarcelados, condenados a muerte o declarados mentalmente insanos. Los requisitos para poder presentar una candidatura, por otro lado, son ser mayor de veintiún años y tener siete años de residencia continua que no deban lealtad a un estado extranjero, no tener una condena por delito grave ni por un delito que implique deshonestidad o fraude electoral, ni tener quiebras no liquidadas. Quienes cumplan estos requisitos deberán presentar una nominación por parte de cuatro electores de la circunscripción que desean disputar y un depósito monetario de 250$B. Los candidatos que obtengan al menos un sexto del voto popular (16,67%) verán este depósito reembolsado, mientras que los que no alcancen esta cantidad perderán su depósito y este será entregado al estado.
La duración máxima del mandato parlamentario es de cinco años. Llegado el quinto aniversario de su primera sesión, el Parlamento quedará disuelto y se convocará a elecciones generales. Sin embargo, el gobernador general en representación del monarca puede disolver anticipadamente el Parlamento por consejo del primer ministro. En el caso de las elecciones de 1976, estas se convocaron anticipadamente el 26 de agosto del mismo año, mediante un decreto de convocatoria emitido por el gobernador general Deighton Ward. Los comicios se realizaron bajo la ley electoral del 1 de junio de 1971.

## Resultados
|  | 52.22 % |

|  | 47.13 % |

|  | 0.65 % |

|  | 99.11 % |

|  | 0.89 % |

|  | 100.00 % |

|  | 71.58 % |